# 23831 Mattmooney
23831 Mattmooney este un asteroid din centura principală de asteroizi.

## Descriere
23831 Mattmooney este un asteroid din centura principală de asteroizi. A fost descoperit pe 24 august 1998 la Socorro, New Mexico, în cadrul proiectului LINEAR. Asteroidul prezintă o orbită caracterizată de o semiaxă mare de 2,99 ua, o excentricitate de 0,10 și o înclinație de 9,4° în raport cu ecliptica.